# Rumpler D.I
Rumpler D.I (định danh nhà máy: 8D1) là một loại máy bay tiêm kích-trinh sát sản xuất ở Đức cuối Chiến tranh thế giới I.

## Biến thể
- 7D1
- 7D2
- 7D4
- 7D5
- 7D7
- 7D8
- 8D1

## Quốc gia sử dụng
German Empire
- Luftstreitkräfte

## Tính năng kỹ chiến thuật (D.I)
Dữ liệu lấy từ Kroschel and Stützer 1994, p. 159.
Đặc điểm tổng quát
- Kíp lái: 1
- Chiều dài: 5.75 m (18 ft 10 in)
- Sải cánh: 8.42 m (27 ft 8 in)
- Chiều cao: 2.56 m (8 ft 5 in)
- Trọng lượng rỗng: 630 kg (1.390 lb)
- Trọng lượng có tải: 846 kg (1.860 lb)
- Powerplant: 1 × Mercedes D.III, 120 kW (160 hp)

Hiệu suất bay
- Vận tốc cực đại: 180[2] km/h (110 mph)
- Tầm bay: 360 km (230 dặm)
- Trần bay: 7.000 m (23.000 ft)

Vũ khí trang bị
- 2 × súng máy LMG 08/15 7,92 mm (.312 in)